# Ширванская шикесте
Ширванская шикесте (азерб. Şirvan şikəstəsi) — вид шикесте распространённый в Ширване. Основан на ладе (макам) сегях, музыкальный размер — 2/4 (4/4), темп — умеренный.
Существует в инструментальном и вокально-инструментальном вариантах.
Ширванская шикесте исполняется ашугами на основе стихов баяты или гошма. На сазе исполняется в ладке «баш дивани», в настройке «дильгями».
В инструментальном варианте исполняется группой балабанщиков.